# Ramanand Sagar

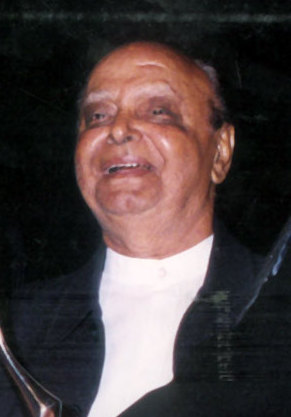
Ramanand Sagar

Ramanand Sagar (eigentlich Ramanand Shankardas Chopra; * 29. Dezember 1917 in Lahore, Punjab; † 12. Dezember 2005 in Mumbai, Maharashtra) war ein indischer Autor, Filmregisseur und -produzent des Hindi-Films.

## Leben
Ramanand Sagar hatte seinen ersten Kontakt zum Film 1936, als er H. S. Thakur bei dessen Hindi-Film Raiders of the Rail Road assistierte. Er arbeitete von 1936 bis 1942 als Journalist bei den Zeitungen „Daily Milap“ und „Daily Pratap“. 1942 machte er einen Abschluss in Sanskrit. Er veröffentlichte in den 1940er Jahren unter den Namen „Ramanand Chopra“ und „Ramanand Bedi“ mehr als 30 Kurzgeschichten bis er sich auf den Namen „Ramanand Sagar“ festlegte. Bei der Teilung Indiens 1947 zog er nach Bombay. Die dabei erlebten Gräueltaten verarbeitete er in seinem Roman Aur Insaan Mar Gaya (1948). Teile seines Theaterstücks Gaura wurden 1951 von Prithviraj Kapoor in dessen Prithvi Theatre unter dem Titel Kalakaar aufgeführt.
Im Filmgeschäft hatte er seinen Durchbruch 1949 als Autor für Raj Kapoors Barsaat. Ab 1953 führte er unter dem Banner seiner eigenen Produktionsfirma Sagar Art Corporation auch selbst Regie. Sagar war hauptsächlich Dialogautor, verfasste aber auch Drehbücher, darunter für S. S. Vasans Hindi-Filme Insaniyat (1955), Raj Tilak (1958) und Paigham (1959). Anfang der 1960er war er für Vasans Filmgesellschaft Gemini Pictures Regisseur der Filme Ghunghat – für den Bina Rai einen Filmfare Award als beste Hauptdarstellerin erhielt – und Zindagi. Seine erfolgreichste Zeit als Filmemacher waren die 1960er und 70er Jahre. Von besonderer Bedeutung aus seinem Spätwerk ist auch die von ihm entwickelte Fernsehserie Ramayan, die von 1986 bis 1988 in 91 Teilen à 30 Minuten bei Doordarshan lief.
Für Paigham erhielt Ramanand Sagar einen Filmfare Award für die besten Dialoge, sein Aankhen (1968) wurde für die beste Regie ausgezeichnet. 2001 wurde Sagar mit dem Padma Shri geehrt.

## Literarische Werke (Auswahl)
- 1942: Diary of a TB Patient
- 1943: Jawar Bhata
- 1944: Aine
- 1944: Jab Pahle Roz Barf Giri
- 1945: Mera Hamdam Mere Dost
- 1948: Aur Insaan Mar Gaya
- 1949: Phool Aur Kante

## Filmografie

### Regie
- 1953: Mehmaan
- 1954: Bazooband
- 1960: Ghunghat
- 1964: Zindagi
- 1965: Arzoo
- 1968: Aankhen
- 1970: Geet
- 1972: Lalkaar
- 1973: Jalte Badan
- 1976: Charas
- 1978: Prem Bandhan
- 1982: Baghavat
- 1983: Romance
- 1985: Salma
- 1986–88: Ramayan (Fernsehserie)
- 1989: Krishna (Fernsehserie)

### Drehbuch oder Dialoge
- 1949: Barsaat
- 1950: Jaan Pehchan
- 1952: Sangdil
- 1955: Insaniyat
- 1956: Mem Sahib
- 1958: Raj Tilak
- 1959: Paigham
- 1964: Rajkumar
- 1965: Arzoo
- 1968: Aankhen
- 1973: Jalte Badan
- 1976: Charas
- 1979: Hum Tere Ashiq Hain
- 1986: Ramayan (Fernsehserie)